# Greg Yaitanes
Greg Yaitanes es un director de series estadounidenses que ha dirigido episodios de diferentes series de televisión.

## Filmografía
- Plan B (2001)
- House M.D. (2004-2008)
- La picazón (2008)
- House's Head (2008)
- Sleeping Dogs Lie (2006)
- Daddy's Boy (2005)
- Damned If You Do (2004)
-  Simple Explanation
- Héroes (2007)
-  Cautionary Tales (2007)
- Grey's Anatomy (2007)
-  Six Days, Part 1 (2007)
- Prison Break (2006, 2008)
- Under And Out (2008)
- Brother's Keeper (2006)
- Bolshoi Booze (2006)
- Commander in Chief (2006)
- Bones (2005-2006)
- The Woman at the Airport (2006)
- The Man in the Fallout Shelter (2005)
- Pilot (2005)
- CSI: NY (2005)
- Nip/Tuck (2005)
- Madison Berg (2005)
- Alias (2005)
- Lost (2004-2005)
- Special (2005)
- Solitary (2004)
- Touching Evil (2004)
- Frank Herbert's Children of Dune (miniseries, 2003)
- Skin (2003)
- Endorsement (2003)
- Las Vegas (2003-2004)
- Cold Case (2003-2004)
- CSI: Miami (2002-2005)
- El hombre invisible (2001)
- Impacto mortal (1997)